# Cơ Đốc giáo tại châu Âu

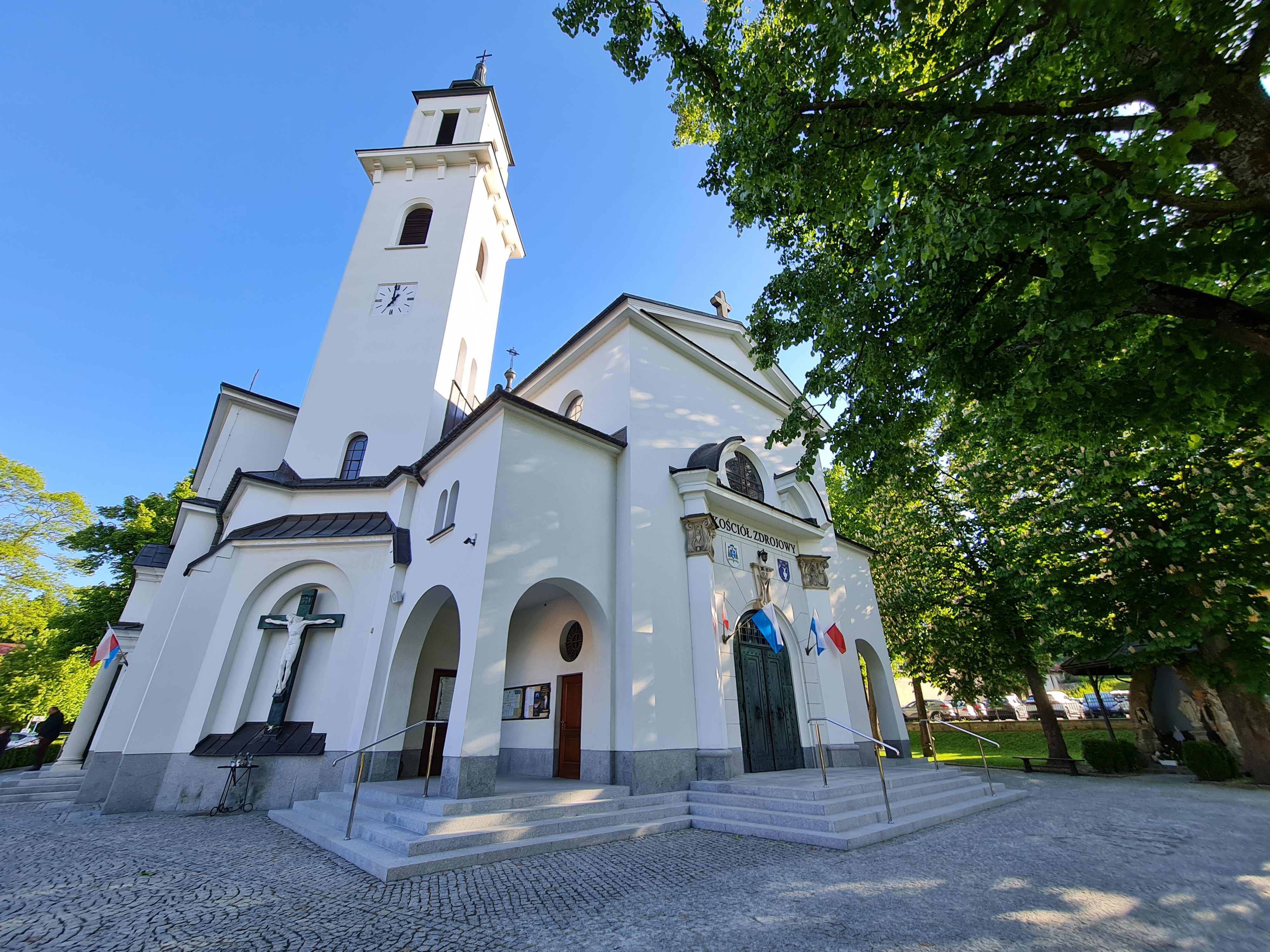
Một nhà thờ ở Ba Lan, Cơ Đốc giáo ảnh hưởng rõ rệt lên đời sống xã hội ở mọi miền Âu châu

Cơ Đốc giáo (còn gọi là Kitô giáo hay Thiên Chúa giáo) là tôn giáo lớn nhất ở châu Âu và là linh hồn của nền văn hóa châu Âu. Cơ đốc giáo đã được người dân ở châu Âu thực hành thờ phượng nghi lễ ở châu Âu từ thế kỷ thứ nhất, một số Thư tín của Pauline (Pauline Epistles) đã được gửi cho các Cơ đốc nhân sống ở Hy Lạp, cũng như các vùng khác của Đế chế La Mã. Theo một nghiên cứu năm 2010 của Trung tâm nghiên cứu Pew cho hay có khoảng 76,2% dân số châu Âu tự nhận mình là tín đồ Cơ đốc giáo. Điều này là một thuận lợi quan trọng cho châu Âu trong quá trình nhất thể hóa và xây dựng Liên minh châu Âu vững chắc về mặt kinh tế-văn hóa-xã hội. Tính đến năm 2010, Công giáo La Mã là nhóm Cơ đốc giáo lớn nhất ở Châu Âu, chiếm hơn 48% số Cơ đốc nhân ở Châu Âu. Nhóm Kitô giáo lớn thứ hai ở châu Âu là Chính thống giáo, chiếm 32% Kitô hữu châu Âu. Khoảng 19% Cơ đốc nhân châu Âu là một phần của truyền thống Tin lành chính thống. Nga là quốc gia Cơ đốc giáo lớn nhất ở châu Âu tính theo tổng dân số, tiếp theo là Đức và Ý.

## Đại cương

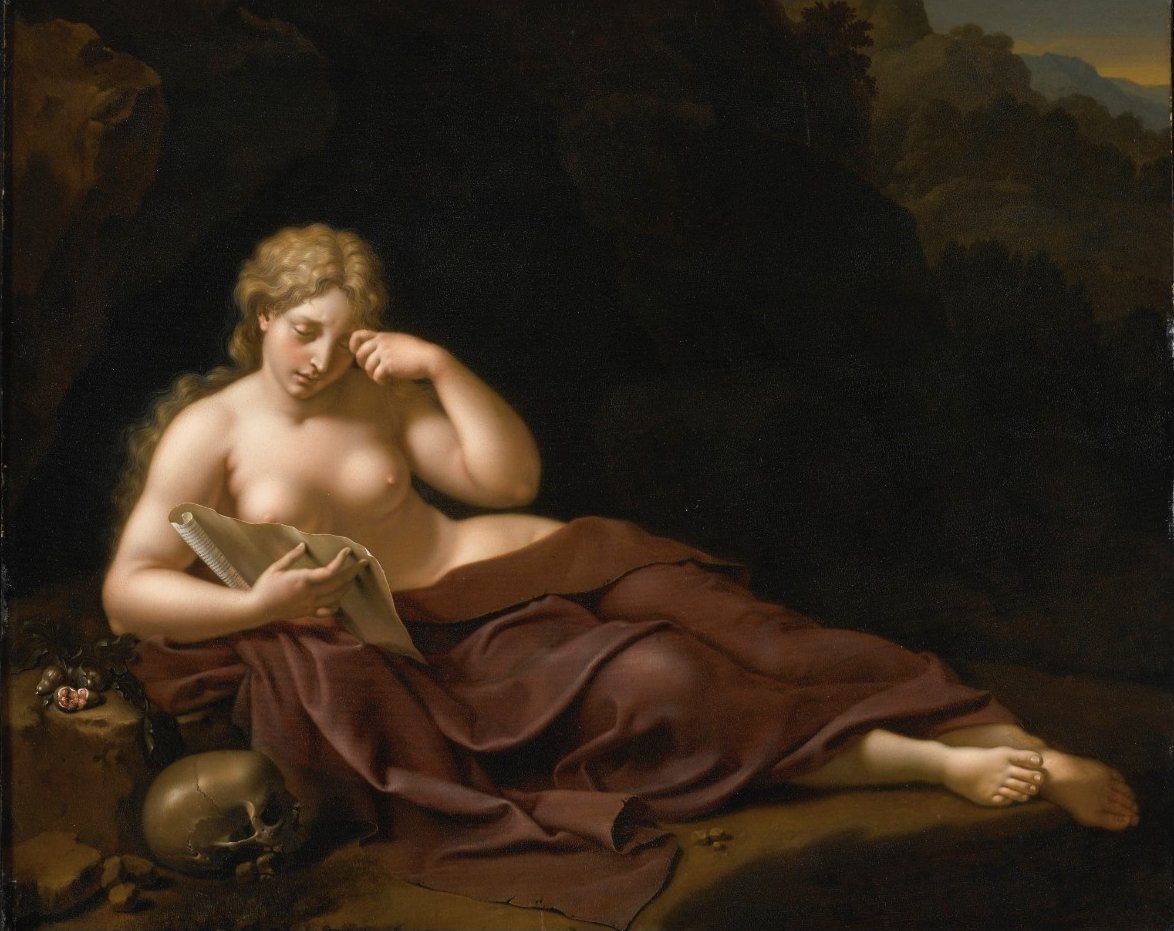
Tranh sơn dầu về Magdalene của Bartholomeus Douven năm 1717, các nhân vật trong Kinh Thánh là nguồn cảm hứng cho các họa sĩ thời Phục hưng Châu Âu

Kể từ khi Hoàng đế La Mã Constantine hợp pháp hóa Cơ đốc giáo vào thế kỷ thứ IV sau Công nguyên, Châu Âu đã trở thành một trung tâm quan trọng của văn hóa Cơ đốc giáo, mặc dù tôn giáo này được kế thừa từ Trung Đông và các cộng đồng Cơ đốc giáo quan trọng đã phát triển bên ngoài Châu Âu như Chính thống giáo Đông phương và Giáo hội phương Đông kể từ thời Chúa Kitô. Văn hóa Cơ Đốc giáo đã là một thành tố quan trọng trong nền văn minh phương Tây, ảnh hưởng đến quá trình triết học, nghệ thuật và khoa học. Trong lịch sử, Châu Âu là trung tâm và là "cái nôi của nền văn minh Thiên Chúa giáo". Châu Âu có một nền văn hóa Cơ đốc giáo phong phú, đặc biệt là có rất nhiều vị thánh Công giáo và các vị thánh tử đạo và hầu hết tất cả các giáo hoàng đều là người châu Âu. Tất cả các vị Giáo hoàng Công giáo La Mã từ năm 741 đến năm 2013 đều đến từ châu Âu. Châu Âu quy tụ nhiều thánh địa Cơ đốc giáo, di sản, thánh tích và trung tâm tôn giáo.
Văn hóa phương Tây trong suốt phần lớn lịch sử của nó, gần như tương đồng với văn hóa Cơ đốc giáo, và nhiều người dân ở Tây bán cầu có thể được mô tả một cách rộng rãi là những Cơ đốc nhân có văn hóa. Khái niệm "Châu Âu" và "Thế giới phương Tây" (hay còn gọi là Âu Tây, hay Tây Dương) có mối liên hệ mật thiết với khái niệm "Cơ đốc giáo và các tôn giáo theo đạo Cơ đốc", nhiều người thậm chí còn gán cho Cơ đốc giáo là mối liên kết tạo nên một bản sắc châu Âu thống nhất. Mặc dù văn hóa phương Tây chứa đựng một số tôn giáo đa thần trong những năm đầu tiên dưới thời Hy Lạp và Đế chế La Mã, khi quyền lực tập trung của La Mã suy yếu, sự thống trị của Giáo hội Công giáo là lực lượng nhất quán duy nhất ở châu Âu điều này cứ tiếp diễn mãi cho đến Thời đại Khai sáng. Văn hóa Kitô giáo định hướng và dẫn dắt quá trình triết học, văn học, nghệ thuật, âm nhạc và khoa học. Các nguyên tắc Kitô giáo về nghệ thuật tương ứng sau đó đã phát triển thành Triết học Kitô giáo, nghệ thuật Kitô giáo, âm nhạc Kitô giáo, văn học Kitô giáo.
Cơ đốc giáo có tác động đáng kể đến giáo dục và khoa học và y học khi nhà thờ tạo ra nền tảng của hệ thống giáo dục phương Tây, và là nhà tài trợ cho việc thành lập các trường đại học ở thế giới phương Tây vì trường đại học thường được coi là một tổ chức có nguồn gốc từ Cơ đốc giáo thời trung cổ thiết lập ra, nhiều giáo sĩ đã có những đóng góp đáng kể cho khoa học và Dòng Tên, đặc biệt, đã có nhiều đóng góp đáng kể cho sự phát triển của khoa học. Ảnh hưởng Văn minh của Cơ đốc giáo (ở Châu Âu) bao gồm phúc lợi xã hội, thành lập các hệ thống bệnh viện, phát triển kinh tế, hệ thống chính trị, nghệ thuật kiến trúc, nghệ thuật văn chương, cũng như xây dựng đời sống gia đình theo giáo lý Thiên Chúa giáo. Sau này, dù cho Cải cách Tin lành là một phong trào tôn giáo, nhưng nó cũng có tác động mạnh mẽ đến tất cả các khía cạnh khác của đời sống châu Âu như tín lý hôn nhân và gia đình, giáo dục, nhân văn và khoa học, trật tự chính trị và xã hội, kinh tế và nghệ thuật.

## Chú thích

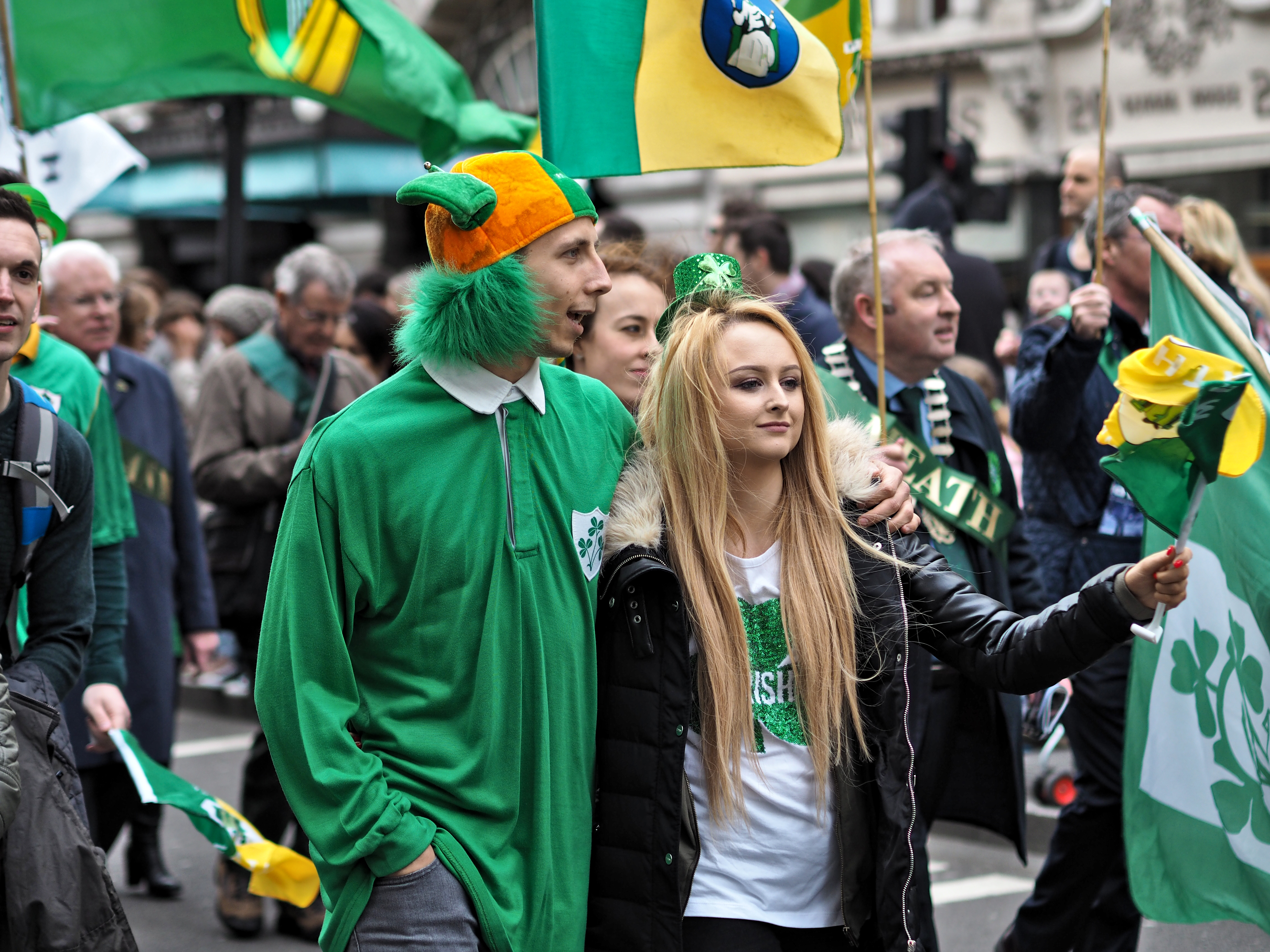
Ngày Lễ thánh Patrick (Saint Patrick's Day) ở Anh

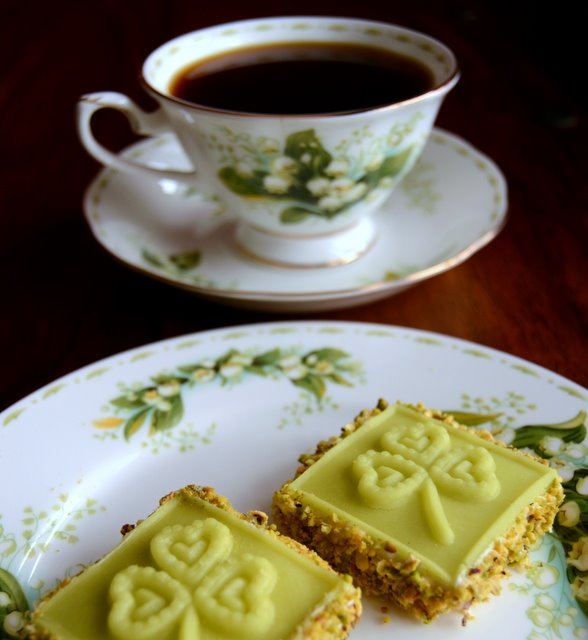
Cà phê và bánh ngọt trong Lễ Saint Patrick's